# Ansac-sur-Vienne

Ansac-sur-Vienne este o comună în departamentul Charente, Franța. În 1 ianuarie 2022 avea o populație de 816 de locuitori.